# Distrito de Zaachila
El distrito de Zaachila es uno de los 30 distritos que conforman al estado mexicano de Oaxaca y uno de los siete en que se divide la región valles centrales. Se conforma de 110 localidades repartidas entre 6 municipios.

## Municipios
| Código INEGI | Municipio                | Cabecera                 |
| ------------ | ------------------------ | ------------------------ |
| 108          | San Antonio Huitepec     | San Antonio Huitepec     |
| 273          | San Miguel Peras         | San Miguel Peras         |
| 292          | San Pablo Cuatro Venados | San Pablo Cuatro Venados |
| 388          | Santa Inés del Monte     | Santa Inés del Monte     |
| 555          | Trinidad Zaáchila        | Trinidad Zaáchila        |
| 565          | Villa de Zaáchila        | Villa de Zaachila        |

## Demografía
En el distrito habitan 48 463 personas, que representan el 1.27% de la población del estado. De ellos 6224 dominan alguna lengua indígena.